# Slup

Slup mit Großsegel (A) und Vorsegel (B)

Eine Slup ist ein Segelboot mit einem Mast, einem Großsegel (A) und einem Vorsegel (B). Der Begriff bezeichnet heute die Art der Besegelung, die Sluptakelung. Früher wurde „Slup“ allgemein für kleinere Wasserfahrzeuge (z. B. Schaluppe) verwendet.

## Geschichte

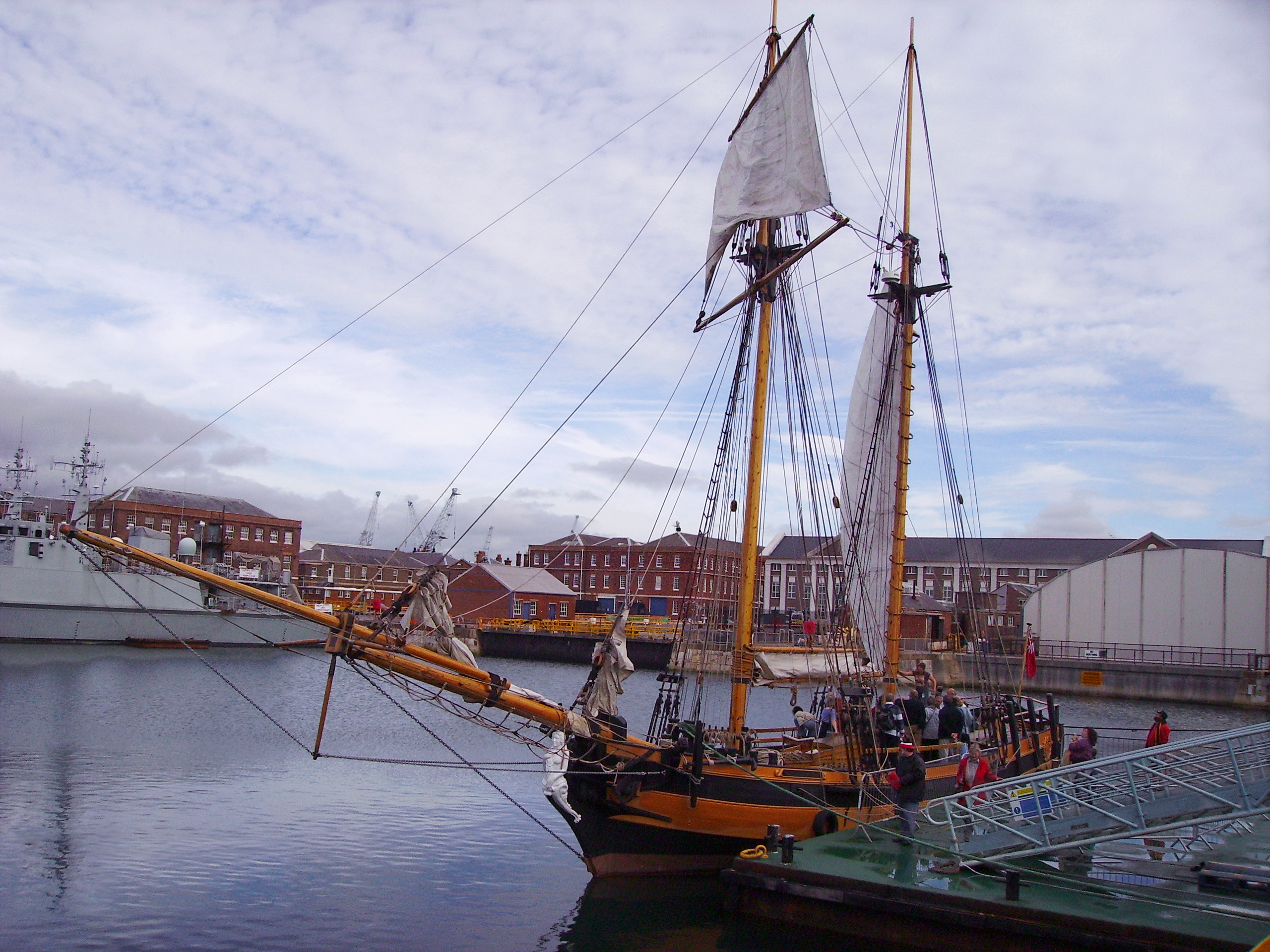
Nachbau der HMS Pickle, einer Bermuda-Slup

Eine Slup war allgemein ein vergleichsweise kleines Wasserfahrzeug unter Segeln. Welchen Schiffs- oder Bootstyp der Begriff genau bezeichnet, hat sich immer wieder verändert; je nach historischer Epoche konnten kleine Frachter, Marinefahrzeuge oder Sportboote gemeint sein.  
Die in großer Stückzahl gebaute sogenannte Bermuda-Sloop der ersten Hälfte des 18. Jahrhunderts wurde von Kaufleuten und Piraten gleichermaßen geschätzt, da es sich um ein ebenso seetüchtiges wie schnelles Fahrzeug handelte. Aus einer im Jahr 1768 erschienenen Abhandlung des schwedischen Schiffskonstrukteurs Fredrik Henrik af Chapman ist die Konstruktionszeichnung einer Bermuda-Sloop erhalten. Es handelte sich um ein Schiff von 20 Meter Länge und 6,5 Meter Breite, das mit zehn Kanonen und zwölf Drehbassen bestückt war.
Das slupgetakelte Bermudarigg hat sich bei modernen Segelbooten und Yachten ab der ersten Hälfte des 20. Jahrhunderts durchgesetzt, weil es im Vergleich zum Gaffelrigg weniger Elemente besitzt und daher einfacher zu bedienen ist. Außerdem kann man mit einem Bermudarigg höher am Wind, d. h. in einem spitzeren Winkel zum Wind fahren.

## Merkmale
Als Haupt- oder Großsegel wird bei modernen Slups meist ein dreieckiges Hochsegel verwendet (Marconi- oder Bermuda-Rigg, siehe Hochtakelung). Bei traditionellen Seglern, wie der bis heute gebauten BM-Jolle, findet man noch das ursprünglichere Steilgaffelsegel.
Das dreieckige Vorsegel ist entweder eine eher schmale Fock oder eine breite, den Mast überlappende Genua, die mehr Segelfläche hat. Auf größeren Yachten findet man auch beide Vorsegel gleichzeitig als Roll-Fock oder Roll-Genua angeschlagen, wobei in der Regel aber immer nur ein Segel gesetzt wird. Eine Segelyacht mit zwei gleichzeitig gefahrenen Vorsegeln nennt man kuttergetakelt.
Zusätzlich kann eine Sluptakelung noch durch einen ballonförmigen großen und meist bunten Spinnaker ergänzt werden. Dieser wird bei Raumschotkursen benutzt.

## Weitere Slup-Takelungen

Topptakelung
7/8-Takelung